# ジェイク・ウェバー
ジェイク・ウェバー（Jake Weber, 3月12日 - ）は、イギリス・ロンドン出身の俳優。生まれた年はプロフィールによって1963年と1964年と曖昧である。

## 経歴
ミドルベリーカレッジ卒業後、アメリカ合衆国のジュリアード音楽院で演劇を学び、1991年に卒業。1989年の映画『7月4日に生まれて』で映画デビュー。
2005年よりアメリカのNBCで放送されているドラマ『ミディアム 霊能者アリソン・デュボア』の主人公の夫ジョー・デュボア役で知られている。

## 主な出演作品

### 映画
- 7月4日に生まれて Born on the Fourth of July (1989)
- 刑事エデン/追跡者 A Stranger Among Us (1992)
- ペリカン文書 The Pelican Brief (1993)
- ジョー・ブラックをよろしく Meet Joe Black (1998)
- 狂っちゃいないぜ! Pushing Tin (1999)
- U-571 U-571 (2000)
- ザ・セル The Cell (2000)
- チル Wendigo (2001)
- レオポルド・ブルームへの手紙 Leo (2002)
- ドーン・オブ・ザ・デッド Dawn Of The Dead (2004)
- ヘイヴン 堕ちた楽園 Haven (2004)
- ホワイトハウス・ダウン White House Down (2013)
- しあわせへのまわり道 Learning to Drive (2014)
- ヘッド・フル・オブ・ハニー Head Full of Honey (2018)
- ミッドウェイ Midway (2019)
- ザ・ビーチ The Beach House (2019)
- モンタナの目撃者 Those Who Wish Me Dead (2021)
- ハンターvsハンター Every Last One of Them (2021)

### テレビ
- ロー&オーダー Law & Order (1990) ゲスト出演
- アメリカン・ゴシック American Gothic (1995-1996) レギュラー出演
- NYPDブルー NYPD Blue (1996) ゲスト出演
- LAW & ORDER:犯罪心理捜査班 Law & Order: Criminal Intent (2001) ゲスト出演
- ミディアム 霊能者アリソン・デュボア Medium (2005-2011) レギュラー出演
- 救命医ハンク セレブ診療ファイル Royal Pains (2012) ゲスト出演
- Dr.HOUSE House (2012) ゲスト出演
- エレメンタリー ホームズ&ワトソン in NY Elementary (2013) ゲスト出演
- ザ・フォロイング The Following (2014) ゲスト出演
- THE BLACKLIST/ブラックリスト The Blacklist (2015) ゲスト出演
- easy イージー Easy (2016) ゲスト出演
- HOMELAND Homeland (2017) 準レギュラー (2018) レギュラー
- 13の理由 13 Reasons Why (2018-2019) 準レギュラー
- スタートレック:ディスカバリー (2020)　ゲスト出演
- LAW & ORDER:性犯罪特捜班 Law & Order: Special Victims Unit (2022) ゲスト出演